# ايس سبايس
إيزيس جاستون (بالانجليزية:Isis Gaston) (من مواليد 1 يناير 2000) ، والمعروفة باسم ايس سبايس ، هي مغنية راب أمريكية. نشأت في برونكس ، مدينة نيويورك ، وبدأت حياتها المهنية في عام 2021 بعد لقاء المنتج RiotUSA أثناء التحاقها بجامعة ولاية نيويورك في Purchase. صعدت إلى الصدارة في أواخر عام 2022 بأغنيتها "Munch (Feelin 'U)".
وسبق إطلاق أغنيتها المنفردة "Bikini Bottom" و "In Ha Mood" ، أول البوم مصغر لها (Like..?) (2023). في عام 2023 ، حققت أول دخول لها في مخطط بيلبورد هوت 100 مع تعاون ليل تيجاي ولولا شانتريل ، ووصلت أغنيتها المنفردة "Boy's a Liar Pt.2" مع بينك بانثيرس إلى المراكز الثلاثة الأولى.
أشاد جون كارامانيكا من صحيفة نيويورك تايمز آيس سبايس بأنها "أميرة الراب الجديدة"، وحصلت على لقب "نجمة الاختراق" من قبل مجلة تايم.

## الحياة المبكره
ولدت إيزيس جاستون في 1 يناير 2000 ، في برونكس ، مدينة نيويورك ، حيث نشأت في حي فوردهام رود. هي الأكبر بين خمسة أشقاء. والدها مغني راب سابق ، أمريكي من أصل أفريقي ، بينما والدتها التي أنجبت جاستون في سن 17 عامًا ، من الدومينيكان. التقى الاثنان لأول مرة في مطعم ماكدونالدز وتطلقا عندما كان جاستون في الثانية من عمره. ولأن والديها كانا مشغولين في كثير من الأحيان في العمل، فقد أمضت الكثير من وقتها مع أجدادها وأبناء عمومتها. ذهبت إلى المدرسة في برونكس حتى تم إرسالها إلى Sacred Heart High School (مدرسة القلب المقدس الثانوية)، وهي مدرسة ثانوية كاثوليكية في يونكيرس. في سن السابعة ، أعجبت بالهيب هوب بعد الاستماع إلى مغنين الراب مثل ليل كيم ونيكي ميناج وآخرين وكتبت الشعر وأغاني الراب الحرة من المدرسة الابتدائية إلى المدرسة الثانوية.

## الحياة المهنية
بدأت ايس سبايس في موسيقى الراب في عام 2021 بعد لقائها مع المنتج RiotUSA ، أثناء حضورهما الجامعة الحكومية في نيويورك في بيرتشايس ، والتي انسحبت منها في النهاية. أنتجت أغنيتها الأولى ، "Bully Freestyle" ، التي صدرت في مارس 2021 بعد أن انتشر مقطع فيديو لايس سبايس وهي تقوم بتحدي "Buss It" على تويتر. اكتسبت أغنيتها "Name of Love" شهرة على ساوند كلاود ، مما جعلها تحظى بشعبية على انستجرام 

## الأسلوب الموسيقي
موسيقى ايس سبايس هي في الأساس موسيقى دريل . جاء اسمها من "finsta" (حساب سري على الانستجرام ) صنعته في سن 14. قالت إنها تكتب كل أغانيها بنفسها. كان مصدر إلهامها لبدء موسيقى الراب هو بوب سموك ، وايضا نيكي ميناج وكاردي بي .